# Anna Geyer
Anna Geyer (* 13. März 1893 in Frankfurt am Main; † 2. März 1973 in Detroit), geborene Anna Elbert war eine deutsche sozialistische Politikerin und Journalistin.

## Leben
Die Tochter eines Bildhauers arbeitete nach dem Schulbesuch als Sekretärin. 1917 trat sie der USPD bei und heiratete Curt Geyer. In der USPD war sie u. a. in der Zentralstelle für Betriebsräte und als Herausgeberin eines Pressedienstes aktiv, 1919 wurde sie in die Stadtverordnetenversammlung Leipzigs und in die Sächsische Volkskammer gewählt, aus der sie jedoch bereits im Oktober des gleichen Jahres wieder ausschied. Ende 1920 gehörte sie wie ihr Ehemann und ihr Schwiegervater Friedrich Geyer zum linken USPD-Flügel, welcher sich Ende 1920 mit der KPD zur VKPD zusammenschloss, auch hier leitete sie einen Pressedienst. Im Rahmen der parteiinternen Auseinandersetzungen 1921 um die Märzaktion unterstützte sie Paul Levi u. a. dadurch, dass sie ihn nach seinem Rücktritt vom Parteivorsitz weiterhin mit Vorstands- und Komintern-Interna versorgte, was zu ihrem Parteiausschluss im August 1921 führte. Zunächst Mitglied der KAG um Levi und Ernst Däumig schloss sich Anna Geyer gemeinsam mit diesen im Frühjahr 1922 der USPD an, mit deren Mehrheit im Herbst des Jahres der SPD an, in welcher sie u. a. zu frauenpolitischen Fragen aktiv war.
1933 nach der Machtübernahme der NSDAP floh sie zunächst in die Tschechoslowakische Republik und 1937 nach Frankreich. Nach der französischen Niederlage 1940 floh sie – anders als Curt Geyer, von welchem sie sich später scheiden ließ – über Portugal in die USA, wo sie u. a. im German-American Council for the Liberation of Germany from Nazism um Albert Grzesinski aktiv war.

## Werke
- Die Frauenerwerbsarbeit in Deutschland Jena 1924
- Die Frauenfrage im Lichte des Sozialismus Dresden 1930 (gemeinsam mit Anna Blos, Adele Schreiber-Krieger und Louise Schroeder)